# Night Time
Night Time – piąty studyjny album zespołu Killing Joke, pierwotnie wydany w roku 1985. Album ten był jednym z najlepiej sprzedających się w historii zespołu. Największą popularność uzyskały utwory: „Night Time”, „Eighties”, „Love Like Blood” oraz „Kings and Queens”. 
Znany gitarowy riff Geordiego Walkera z utworu „Eighties” zainspirowany został przebojem „Baby Come Back” (1966) grupy The Equals. Następnie riff ten został wykorzystany w utworze „Come as You Are” (1991) zespołu Nirvana. Killing Joke złożyli pozew do sądu w tej sprawie, ale wycofali go po śmierci Kurta Cobaina. Natomiast perkusista Nirvany, Dave Grohl, nagrał linie perkusyjne do albumu Killing Joke w roku 2003.

## Spis utworów

### Wydanie winylowe
| Strona A | Strona A                                               | Strona A |
| Nr       | Tytuł utworu                                           | Długość  |
| -------- | ------------------------------------------------------ | -------- |
| 1.       | „Night Time” (Coleman/Ferguson/Raven/Walker)           | 4:58     |
| 2.       | „Darkness Before Dawn” (Coleman/Ferguson/Raven/Walker) | 5:22     |
| 3.       | „Love Like Blood” (Coleman/Ferguson/Raven/Walker)      | 6:50     |
| 4.       | „Kings and Queens” (Coleman/Ferguson/Raven/Walker)     | 4:41     |
|          |                                                        | 21:51    |

| Strona B | Strona B                                     | Strona B |
| Nr       | Tytuł utworu                                 | Długość  |
| -------- | -------------------------------------------- | -------- |
| 1.       | „Tabazan” (Coleman/Ferguson/Raven/Walker)    | 4:36     |
| 2.       | „Multitudes” (Coleman/Ferguson/Raven/Walker) | 4:59     |
| 3.       | „Europe” (Coleman/Ferguson/Raven/Walker)     | 4:38     |
| 4.       | „Eighties” (Coleman/Ferguson/Raven/Walker)   | 3:51     |
|          |                                              | 18:04    |

### Lista utworów na reedycji CD z 2007 roku
| Nr  | Tytuł utworu                                           | Długość |
| --- | ------------------------------------------------------ | ------- |
| 1.  | „Night Time” (Coleman/Ferguson/Raven/Walker)           | 4:58    |
| 2.  | „Darkness Before Dawn” (Coleman/Ferguson/Raven/Walker) | 5:22    |
| 3.  | „Love Like Blood” (Coleman/Ferguson/Raven/Walker)      | 6:50    |
| 4.  | „Kings and Queens” (Coleman/Ferguson/Raven/Walker)     | 4:41    |
| 5.  | „Tabazan” (Coleman/Ferguson/Raven/Walker)              | 4:36    |
| 6.  | „Multitudes” (Coleman/Ferguson/Raven/Walker)           | 4:59    |
| 7.  | „Europe” (Coleman/Ferguson/Raven/Walker)               | 4:38    |
| 8.  | „Eighties” (Coleman/Ferguson/Raven/Walker)             | 3:51    |
| 9.  | „Eighties” (Kid Jensen Session)                        | 2:53    |
| 10. | „New Culture” (Kid Jensen Session)                     | 3:12    |
| 11. | „Blue Feather” (Kid Jensen Session)                    | 4:33    |
| 12. | „All Play Rebel” (Kid Jensen Session)                  | 3:23    |
| 13. | „A New Day (7”)”                                       | 4:23    |
| 14. | „The Madding Crowd”                                    | 5:10    |
| 15. | „Blue Feather” (Joke mix)                              | 3:59    |
| 16. | „Love Like Blood” (Gestalt mix)                        | 5:10    |
| 17. | „Kings and Queens” (Geordie’s dub mix)                 | 5:00    |
|     |                                                        | 1:17:38 |

Utwory 9-17 występują tylko na wydaniu z roku 2007.

## Skład zespołu
- Jaz Coleman – śpiew, syntezatory
- Kevin „Geordie” Walker – gitara
- Paul Raven – gitara basowa
- Paul Ferguson – perkusja, śpiew